# Tapirus rioplatensis
Tapirus rioplatensis is een uitgestorven tapir die tijdens het Pleistoceen in Zuid-Amerika leefde.

## Fossiele vondsten
Fossielen van Tapirus rioplatensis zijn gevonden in de Argentijnse provincie Buenos Aires. De vondsten dateren uit het Vroeg-Pleistoceen in de South American Land Mammal Age Ensenadan.

## Kenmerken
Tapirus rioplatensis is de grootst bekende Zuid-Amerikaanse tapir en de soort was zelfs groter dan hedendaagse Maleise tapir.